# 吴家窑乡
吴家窑乡，是中华人民共和国河北省石家庄市井陉县下辖的一个乡镇级行政单位。

## 行政区划
吴家窑乡下辖以下地区：
吴家窑村、金柱村、苗峪村、石佛村、长峪村、白土坡村、滴水岸村、窦王墓村、彪村、前亭村和后亭村。